# Телешев Григорій Галактіонович
Григо́рій Галактіо́нович Телешев (1902 , Кабанськ, Селенгінський повітd, Забайкальська область, Російська імперія  — жовтень 1978 , Москва, РРФСР, СРСР ) — радянський партійний діяч, діяч органів НКВС СРСР. Член ЦК КП(б)У, член Оргбюро ЦК КП(б)У (червень 1938 — травень 1940). Депутат Верховної Ради УРСР 1-го скликання. Депутат Верховної Ради СРСР 1-го скликання.

## Біографія
Народився 1902 року в селянській родині в селі Кабанськ Селенгинського повіту, тепер Кабанський район, Бурятія, Росія. У 1916 році закінчив Вище початкове училище у Кабанську.
У квітні 1916 — липні 1919 року — посадник приватних шкіряних заводів Едельмана і Вольфор у Кабанську. У липні — грудні 1919 року — валяльник пімокатного заводу Файнберга у Кабанську.
У грудні 1919 — лютому 1920 року — червоноармієць 1-го Кударинського партизанського загону РСЧА. У лютому 1920 — липні 1921 року — співробітник робітничо-селянській повітової міліції в Кабанську Забайкальської області. Член комсомолу з 1920 року.
Член РКП(б) з березня 1920 року.
У липні 1921 — серпні 1922 року — комендант Селенгінського повітового Політбюро Іркутської губернської надзвичайної комісії (ЧК). У серпні 1922 — березні 1923 року — оперативний працівник Зимінського повітового Політбюро Іркутської губернської надзвичайної комісії (ЧК).
У березні 1923 — квітні 1924 року — начальник прикордонного поста 1-го прикордонного відділення ОДПУ в місті Троїцькосавську Бурят-Монгольської АРСР. У квітні 1924 — лютому 1927 року — комендант прикордонної дільниці 51-го прикордонного загону ОДПУ в місті Троїцькосавську.
У лютому 1927 — квітні 1928 року — слухач курсів удосконалення Вищої прикордонної школи ОДПУ при РНК СРСР в Москві.
У квітні 1928 — жовтні 1929 року — комендант Анапської, Туапсинської прикордонної дільниці 32-го прикордонного загону ОДПУ в місті Новоросійську.
У жовтні 1929 — лютому 1933 року — начальник економічного відділення Чорноморського окружного відділу — оперативного сектору ОДПУ в місті Новоросійську.
У лютому 1933 — січні 1934 року — начальник III-го відділення економічного відділу Повноважного представництва ОДПУ в Північно-Кавказькому краї у місті Ростові-на-Дону. У січні 1934 — серпні 1936 року — заступник начальника економічного відділу Повноважного представництва ОДПУ-НКВС в Північно-Кавказькому краї, лейтенант державної безпеки.
16 серпня 1936 — 28 листопада 1936 року — начальник Економічного відділу УДБ НКВС Північно-Кавказького краю, лейтенант державної безпеки. У листопаді 1936 — квітні 1937 року — начальник III-го відділу УДБ НКВС Північно-Кавказького краю, капітан державної безпеки.
15 квітня 1937 — вересень 1937 року — начальник III-го відділу УДБ НКВС Сталінградському краю.
У вересні — жовтні 1937 року — заступник начальника Управління НКВС по Архангельській області.
1 жовтня 1937 — 13 березня 1938 року — начальник Управління НКВС по Тамбовській області.
У березні — травні 1938 року — начальник Управління НКВС по Харківській області.
4 травня 1938 — січень 1939 року — виконувач обов'язків 1-го секретаря, 1-й секретар Одеського обласного та міського комітетів КП(б)У. 
26 червня 1938 року обраний депутатом Верховної Ради Української РСР 1 скликання. Член Бюджетної комісії Верховної Ради УРСР.
У лютому 1939 — жовтні 1942 року — начальник Головного управління «Головсіль» Народного комісаріату харчової промисловості СРСР. У листопаді 1942 — грудні 1946 року — керуючий Всесоюзного тресту будівельно-технічних пошуків Народного комісаріату — Міністерства харчової промисловості СРСР. У грудні 1946 — травні 1947 року — начальник відділу особливих постачань Міністерства харчової промисловості СРСР.
У травні 1947 — січні 1949 року — заступник міністра харчової промисловості Латвійської РСР.
У лютому 1949 — березні 1953 року — начальник лісового відділу Міністерства харчової промисловості СРСР.
У березні 1953 — квітні 1954 року — заступник начальника «Головрослжирмасло» Міністерства промисловості продовольчих товарів СРСР. У квітні 1954 — липні 1957 року — заступник начальника Головного управління «Головпродпостач» Міністерства промисловості продовольчих товарів СРСР
У липні 1957 — квітні 1958 року — начальник відділу тари і упаковки головного управління «Головхарчозбутсировина». У квітні 1958 — січні 1963 — начальник відділу тари і упаковки головного управління «Союзголовхарчозбутсировина» при Раді народного господарства СРСР. У січні 1963 — січні 1966 року — начальник відділу «Союзголовхарчозбутсировина» при РНГ СРСР. У січні 1966 — серпні 1969 року — заступник начальника Головного управління «Головпостач» Міністерства харчової промисловості СРСР. У серпні 1969 — червні 1970 року — головний інженер Головного управління «Головпостач» Міністерства харчової промисловості СРСР.
З червня 1970 по вересень 1971 року — на пенсії, персональний пенсіонер союзного значення.
У вересні 1971 — жовтні 1972 року — старший інженер планово-виробничого відділу всесоюзного об'єднання «Союзхарчотара» при Міністерстві харчової промисловості СРСР.
З жовтня 1972 по лютий 1973 року — на пенсії.
У лютому 1973 — липні 1976 року — старший інженер Московського філіалу Всесоюзного науково-дослідного інституту виноробства і виноградства «Магарач».
З липня 1976 року — на пенсії в Москві, де й помер у жовтні 1978 року.

## Нагороди
- орден Червоної Зірки
- ордени
- медалі